# Laba Xiang
Laba Xiang (kinesiska: 拉巴, 拉巴乡) är en socken i Kina. Den ligger i provinsen Yunnan, i den sydvästra delen av landet, omkring 420 kilometer sydväst om provinshuvudstaden Kunming. Antalet invånare är 14 636. Befolkningen består av 6 938 kvinnor och 7 698 män. Barn under 15 år utgör 17,0 %, vuxna 15-64 år 77 %, och äldre över 65 år 5,0 %.
Genomsnittlig årsnederbörd är 1 603 millimeter. Den regnigaste månaden är juli, med i genomsnitt 417 mm nederbörd, och den torraste är februari, med 3 mm nederbörd.